# Victoria Bedos
Victoria Bedos (Neuilly-sur-Seine, 28 aprile 1984) è una sceneggiatrice, attrice, scrittrice, cantante francese.

## Biografia
Victoria Bedos è nata il 28 aprile 1984 a Neuilly-sur-Seine. È la figlia dell'attore e umorista francese Guy Bedos e di Joëlle Bercot. È sorella dell'attore e regista Nicolas Bedos e della giornalista Leslie Bedos.
Inizia la sua carriera come giornalista, scrivendo per Télécinéobs, Les Inrockuptibles e per la rivista Glamour.
Nel 2007, Victoria pubblica il suo primo libro, Le Déni, edito da Plon. Nello stesso anno è anche sceneggiatrice della serie Confidences, trasmessa su Canal+.
Nel 2014 è la co-autrice della sceneggiatura del film La famiglia Bélier, diretto da Éric Lartigau e prodotto da Philippe Rousselet.
Nel 2013, interpreta Linda nella miniserie Gym Couine, diretta da Sébastien Haddouk. Nel 2014, forma il duo musicale Vicky-Banjo, con Oliver Urvoy de Closmadeuc. Nel 2015 interpreta il ruolo principale nel film Vicky. Nel 2016 è membro della giuria del Festival di Dinard.
Ha due figli, avuti con l'imprenditore Romain Battesti.

## Filmografia parziale
- La famiglia Bélier, regia di Éric Lartigau (2014) - sceneggiatura
- Vicky, regia di Denis Imbert (2015) - sceneggiatura e attrice
- Normandie nue, regia di Philippe Le Guay (2018) - sceneggiatura
- Christ(off), regia di Pierre Dudan (2018) - attrice